# Schefflera obtusifolia
Schefflera obtusifolia är en araliaväxtart som beskrevs av Elmer Drew Merrill. Schefflera obtusifolia ingår i släktet Schefflera och familjen araliaväxter. Inga underarter finns listade.